# The Mister Song
The Mister Song är en singelskiva från albumet Shellshocked av Nilla Nielsen, utgiven den 8 mars 2008.
Nilla Nielsen är en singer-songwriter, som inspirerats av t.ex. U2, Jimi Hendrix, Alanis Morissette, Bob Dylan och Tracy Chapman.

## Låtlista
1. The Mister Song - (Nilla Nielsen)

## Band
- Nilla Nielsen - sång, gitarr, klaviatur & dragspel
- Bengt Johnsson - trummor & slagverk
- Erik Urban - bas
- Niklas Ekelund - gitarr
- Nils Eriksson - klaviatur & kör

## Övriga medverkande musiker
- Linnea Olsson - cello
- Daniel Persson - gitarr & bas

## Musikvideo
The Mister Song finns även som "musikvideo"

## Fotnoter
1. ↑  ”Nilla Nielsen - The mister song”. Some things are classic, some things are just old. 4 mars 2011. Arkiverad från originalet den 8 maj 2014. https://web.archive.org/web/20140508030819/http://hemgard.blogspot.com/2011/03/nilla-nielsen-mister-song.html.